# Władimir Samojłow
Władimir Władimirowicz Samojłow (ros. Владимир Владимирович Самойлов) – szermierz, florecista reprezentujący Rosję, uczestnik igrzysk w Sztokholmie w 1912 roku, gdzie wystartował w indywidualnym turnieju florecistów.